# Bénéfice ecclésiastique
Cet article possède un paronyme, voir Bénéfice (homonymie).
Ne doit pas être confondu avec Privilège du clergé.
Dans le catholicisme, en particulier en France, un bénéfice ecclésiastique est un ensemble de biens destinés à financer un office ecclésiastique. Il doit donc permettre aux titulaires de charges d'Église de vivre et d'agir.

## Les trois types de bénéfices ecclésiastiques
Il existe trois catégories majeures de bénéfices ecclésiastiques.
- Les bénéfices séculiers : ce sont les évêchés, les canonicats, les chapellenies et les cures.
- Les bénéfices réguliers : ce sont les abbayes mais aussi les offices qui sont attachés à leur fonctionnement (office de chambrier, office d'aumônier, office de sacristain, office de trésorier, office de cellérier). Aussi, un bénéfice ecclésiastique n'est-il pas forcément dans ce cas un bien matériel mais une fonction[1].
- Les bénéfices mixtes : il s'agit des cures possédées soit par des réguliers, soit par des ordres religieux tels que ceux de Saint-Jean de Jérusalem ou de Malte.

En théorie, et excepté pour le troisième cas, un bénéfice séculier devait être tenu par un séculier et un bénéfice régulier par un régulier. La réalité était différente. Beaucoup d'abbayes ont été possédées par des séculiers ou même, dans certains cas, par des laïcs. Par exemple, Armand de Bourbon, prince de Conti tenait les abbayes de Saint-Denis, de Cluny, de Lérins et de Molesme. Une autre règle devait conduire au non-cumul des bénéfices. Mais là encore, il en allait autrement dans la réalité.
On appelle pouillé le dénombrement de tous les bénéfices ecclésiastiques situés dans un domaine géographique donné.

### Une infinie variété de cas particuliers
- Les simples bénéfices sont ceux qui ne possèdent ni administration, ni juridiction comme les canonicats ou les prébendes.
- Il existe des bénéfices sans charge d'âmes (sine cura) ou à charge d'âmes (cum cura) comme une cure de paroisse. La charge d'âmes devant alors être comprise comme le devoir de s'occuper des paroissiens.
- Les bénéfices consistoriaux sont ceux dont la nomination est proposée au roi par le consistoire des cardinaux.
- Les bénéfices compatibles sont des bénéfices qui peuvent se cumuler avec un autre. Dans le cas contraire, on parle de bénéfices incompatibles.
- Les bénéfices majeurs concernent les évêchés et les abbayes tandis que les bénéfices mineurs concernent les cures, les prieurés, les chapellenies, etc.
- Les bénéfices collatifs (les plus nombreux) sont ceux attribués par un collateur, autrement dit par nomination (voir infra). Les bénéfices monoculaires sont des bénéfices attribués par un collateur qui ne peut conférer qu'un seul et unique bénéfice.
- Les bénéfices électifs sont pourvus après élection. Lorsque l'élection doit être validée par le roi, le bénéfice est dit « électif confirmatif ».
- Les bénéfices prestimoniaux sont des bénéfices dont les revenus servent à entretenir de jeunes écoliers.

## Les sources d'attribution dans le cas de bénéfices collatifs
Lorsque le bénéfice n'est pas électif, il est collatif, c'est-à-dire qu'il dépend d'un collateur (personne chargée de nommer un bénéficiaire). Il convient de distinguer les collateurs temporels (le roi, le patron, les officiers du Parlement) et les collateurs spirituels (le pape, l'évêque). Il existe enfin des procédures particulières (le concours et la nomination par le bénéficiaire lui-même).

### La collation par le roi
Le roi de France obtient la nomination aux bénéfices les plus importants du royaume lors de la signature du concordat de Bologne (1516). Progressivement, il acquiert aussi le droit de pourvoir les bénéfices vacants. Au tournant des XVIIe et XVIIIe siècles, cela concerne 16 archevêchés, 111 évêchés, 815 abbayes et 280 prieurés.
L'ensemble des prétendants sont inscrits sur la feuille des bénéfices. C'est une charge qui permet à son possesseur de proposer au roi les ecclésiastiques à nommer. Sous Louis XIV, la feuille des bénéfices est tenue, généralement, par son confesseur. La feuille des bénéfices permet de nommer aux bénéfices consistoriaux.
Outre cette principale voie de nomination, il existe d'autres moyens d'accès comme la désignation par droit de joyeux avènement. Au début de son règne, le roi a la possibilité de désigner un clerc pour être pourvu de la première prébende qui viendrait à vaquer dans les églises cathédrales et dans certaines collégiales.
Quant au droit de joyeuse entrée, il n'a aucun rapport avec les entrées royales dans les villes. Lorsque le roi entre pour la première fois dans une église dont il est chanoine, il peut remettre le surplis et l'aumusse à un clerc qui acquiert ainsi une expectative sur la première prébende à vaquer.
Le brevet de serment de fidélité est accordé à un clerc lorsqu'un évêque est consacré ou lorsqu'il est amené à quitter son évêché pour un autre. La première prébende alors vacante sera accordée au clerc choisi par le roi.
Enfin, lorsqu'un évêché est vacant, le roi dispose du droit de régale, c'est-à-dire qu'il peut nommer aux bénéfices épiscopaux (ceux qui auraient été à la disposition de l'évêque). Dans la pratique, le roi n'usait pas de son droit de nomination pour les cures: il l'abandonnait au chapitre concerné.

### La collation par le patron
Le terme de patron désigne le fondateur (ou son descendant ou son héritier testamentaire) d'une église. Que ce soit une donation de terrain, la construction ou la dotation d'une d'église, etc., l'ensemble de ce type de disposition confère le patronage. En 1215, au quatrième concile du Latran, l'Église remplace le Dominium laicus (« dominium laïque », le roi, duc ou tout autre noble qui avait fait construire l'église sur ses terres en était son propriétaire) par le « droit de patronage » qui est le privilège de présenter un ecclésiastique au bénéfice vacant.
Lorsque le patron est membre du clergé, on parle d'un patron ecclésiastique ; lorsqu'il est laïc, on parle d'un patron laïc. En ce cas, il a pu arriver qu'un patron ne soit pas catholique mais protestant. La déclaration du 5 décembre 1656 suspendait le patronage des membres de la Religion Prétendue Réformée ; il était alors confié à l'évêque concerné jusqu'à ce que le patron revienne au catholicisme romain.
Un patron peut librement accorder son bénéfice à un tiers. Cette disposition provoque la réprobation des évêques car la nomination à certaines cures échappe totalement à leur contrôle. Par exemple, l'évêque de Chartres ne peut conférer que 68 cures de son diocèse sur 943 (moins de 10 %). Et si le clergé s'oppose à l'action d'un patron, celui-ci peut se pourvoir devant le métropolitain pour lancer une procédure d'appel comme d'abus. Outre ce pouvoir de nomination, le patron pouvait se réserver des pensions sur les bénéfices qu'il conférait. En revanche, il perdait ses privilèges s'il tuait ou mutilait un clerc, s'il s'emparait de la totalité des revenus du bénéfice ou s'il restait plus d'un an sous le coup d'une excommunication.

### La collation par les officiers du Parlement
Les officiers du Parlement peuvent conférer un bénéfice grâce au droit d'indult. Ce privilège permet aux officiers du Parlement de Paris, de requérir pour eux-mêmes (s'ils étaient clercs) ou pour un clerc désigné par eux, un bénéfice d'au moins 600 livres tournois de revenu annuel. Un parlementaire ne peut jouir de ce privilège qu'une seule fois au cours de son office. Si l'indult est invoqué pour une collectivité (comme un chapitre), il ne peut le faire qu'une seule fois au cours du règne du roi.
Tous les officiers du Parlement de Paris jouissent de ce privilège sauf les ducs et pairs, les conseillers honoraires et les conseillers d'honneur.
Géographiquement, le droit d'indult n'existe ni en Flandre, ni en Artois et il est contesté en Bretagne. N'importe quel bénéfice peut être sollicité par le droit d'indult (doyennés, archidiaconés, dignités cathédrales) sauf en ce qui concerne les dignités pontificales.
La procédure est la suivante :
1. L'officier qui souhaite exercer le droit d'indult désigne au chancelier ou au garde des sceaux la personne qu'il entend nommer à un bénéfice.
2. Cette requête donne lieu à l'envoi de Lettres d'indult. Ces dernières donnaient droit à l'indultaire de requérir les bénéfices vacants ou venant à vaquer.
3. La personne désignée dans les lettres d'indult est prioritaire sur celles qui ont obtenu des brevets de nomination du roi ou aux gradués nommés par l'Église.

### La collation par le pape
Le droit par lequel le pape peut attribuer un bénéfice s'appelle la prévention parce qu'il a le droit de prévenir au collateur ordinaire. Dans la langue du XVIIe siècle, prévenir signifie « celui qui arrive le premier ou qui est le premier à faire quelque chose ». Par conséquent, le pape a le droit de nommer à un bénéfice en premier, et avant même le collateur ordinaire, sauf dans certains cas :
- pour les bénéfices à nomination royale ;
- pour les bénéfices consistoriaux ;
- pour les bénéfices vacants en régale ;
- pour les bénéfices dépendants d'un patron laïque ;
- pour les bénéfices dont le collateur est un cardinal ;
- pour les bénéfices dont la Curia romaine a accordé un droit d'indult ;
- pour les bénéfices dépendants du droit d'indult des officiers du Parlement de Paris.

Le droit de prévention donnait lieu parfois à de macabres pratiques. En effet, pour obtenir un bénéfice par prévention, il fallait éviter que d'autres concurrents fussent avertis d'un bénéfice disponible. C'est pourquoi dans certaines familles, il est arrivé que pour conserver un bénéfice, on dissimulait le cadavre du titulaire défunt afin de prévenir Rome et d'obtenir la prévention du pape. Ces abus se faisaient essentiellement dans les provinces de Vienne, Embrun, Aix et Arles en raison de la proximité géographique avec Avignon où le vice-légat du pape jouissait du droit de nommer par prévention.

### La collation par l'évêque
Finalement, rares sont les cas où l'évêque est collateur de bénéfices. En 1665, l'évêque de Digne écrivait : 

« Nous serons à la fin […] des chefs sans ; nous porterons la crosse et d'autres conduiront le troupeau ; […] enfin, nous aurons le caractère et le nom d'évêques, et d'autres en auront toute la puissance et l'autorité. »

Les évêques en effet nomment rarement aux bénéfices car les autres collateurs sont prioritaires (le roi, le patronage, la prévention pontificale).
Il arrive toutefois que dans certains diocèses, le rôle de l'évêque reste important comme dans celui de Bordeaux. Sur les 390 cures que compte le diocèse, l'archevêque nomme à 236 d'entre elles (plus de 60 %) et son pouvoir de contrôle sur les prébendes était encore plus fort.
Même dans ce cas de figure favorable à l'évêque, le pouvoir épiscopal doit composer avec les chapitres, surtout en ce qui concerne la nomination aux chapelles de leurs églises et aux premières dignités du chapitre (doyennés, prévôtés…). Dans ce cas, le chapitre nomme et l'évêque confirme. En ce qui concerne les prébendes, il y a un réel partage entre l'évêque et le chapitre, avec différentes déclinaisons possibles :
- dans certains cas comme en l'église collégiale de Saint-Honoré, l'évêque nomme aux 5 prébendes du côté droit du chœur de l'église, et le chapitre aux cinq du côté gauche (transaction de 1565) ;
- dans d'autres cas, la nomination se faisait par alternance mensuelle : l'évêque nommait tel mois, le chapitre le suivant, et ainsi de suite.

### La collation par concours
La procédure par concours a été encouragée par le concile de Trente d'une manière générale, et en France par l'article 14 de l'ordonnance de janvier 1629. Ce concours était essentiellement pratiqué pour la nomination aux cures dans quelques provinces comme la Bretagne, l'Artois, la Lorraine, les Trois-Évêchés, la Franche-Comté et le Roussillon. La pratique se généralise surtout au XVIIIe siècle.
En Bretagne, les dispositions juridiques du concours sont établies par une bulle pontificale de 1740 et une déclaration royale du 11 août 1742. Pendant huit mois de l'année (janvier, février, avril, mai, juillet, août, octobre et novembre), le pape délègue son pouvoir de collation à l'évêque qui défère les cures après que des gradués de l'université ont été soumis à un concours.
Il s'agit d'une épreuve publique à laquelle pouvaient prendre part tous les clercs de bonne vie et mœurs et qui consistait à répondre à trois questions. Ensuite, il fallait faire une courte homélie sur un passage tiré de l'Écriture sainte.
Dans certains cas, le concours est mal vu car il porte atteinte aux droits des collateurs ordinaires. Certains compromis sont possibles comme dans les pays de Bresse, Gex, Bugey et Valromey où les candidats présentés par les patrons sont toujours préférés aux autres, à condition d'être recevables.

### La collation par le titulaire lui-même
La procédure qui permet à un titulaire de bénéfice de devenir collateur s'appelle la résignation en faveur ou la permutation. La résignation est l'acte par lequel un bénéficier se démet de son bénéfice à condition qu'il soit conféré à la personne désignée par le résignataire.
Une personne pouvait renoncer à son bénéfice pour différentes raisons : mauvaise santé, spéculation (le résignataire envoie à Rome sa procuration avec un « blanc » qui est ensuite rempli par le nom de celui qui offrait la plus forte somme) et même parfois extorsion. En effet, certains bénéficiers, trop faibles ou influençables, ont été abusés comme ce quatrain le laisse imaginer :
Quand il vendit sa primogéniture

Esaü était affamé :

Mais quand il céda sa cure

C'est qu'il avait trop bien dîné.
Seuls les bénéfices de collation ou de patronage ecclésiastique pouvaient être résignés. Cela était possible pour les bénéfices consistoriaux et pour les bénéfices à patronage laïque à condition d'avoir l'assentiment du roi pour les premiers et celui du patron pour les seconds.

## Le contentieux en matière bénéficiale
Trois cas permettent d'illustrer des exemples de contentieux en matière de bénéfices: le droit de régale, le regrès et le dévolut.

### La régale
Le terme régale, dérivé de l'adjectif latin Regalia jura, désigne les droits du roi sur les évêchés vacants. Ce droit se traduit d'abord par la perception des revenus liés à l'évêché en question mais aussi par le droit du roi à nommer aux bénéfices en lieu et place de l'évêque. Ce droit, issu de la coutume, était reconnu dans les évêchés du nord de la Loire, mais le concile de Lyon II (1274) avait interdit de l'étendre là où cette coutume n'existait pas. Cette disposition est à l'origine de nombreuses tensions, jusqu'au cœur du XVIIe siècle, entre le roi de France et son clergé d'une part, et avec le pape d'autre part.
Toutes les contestations pouvant survenir à l'occasion du droit de régale étaient jugées par la Grand'Chambre du Parlement de Paris.

### Le regrès
Cette procédure concerne les bénéfices qui ont été attribués par leur détenteur par droit de résignation ou permutation. Elle permet à celui qui s'était démis de reprendre son bénéfice résigné. Normalement, ce n'était pas une procédure contentieuse, par exemple dans le cas où une personne résignait son bénéfice pour des raisons de santé et qui souhaitait le recouvrir après guérison.
Cependant, le regrès a pris la forme d'une procédure litigieuse dans le cas où :
- une personne réussissait à prouver que son bénéfice lui avait été extorqué avant sa majorité (25 ans) ;
- les conditions promises à la résignation n'avaient pas été respectées.

Le regrès donnait lieu à beaucoup d'abus. Le concile de Trente avait interdit cette procédure mais les parlements estimaient qu'elle était néanmoins nécessaire.

### Le dévolut
Le dévolut est une pratique qui consiste, dans le cas des collations pontificales, à dénoncer une collation de bénéfice faite irrégulièrement ou simoniaquement. La demande se faisait auprès de Rome qui accordait des lettres de provisions. Une fois muni de ces lettres, le requérant saisissait la justice royale contre le titulaire du bénéfice qu'il souhaitait déposséder.
Cette procédure est puissante puisqu'elle dépasse la règle de Pacificis possessoribus qui consistait à interdire d'attaquer un bénéficier jouissant paisiblement de son office depuis trois ans.
Les requérants en dévolut devaient déposer une caution de 500 livres tournois (ordonnance de 1661) qui est portée à 1 200 livres tournois (déclaration du 10 mars 1776). Au XVIIIe siècle, cette procédure conduit à de nombreux abus en raison d'une course aux bénéfices. Le dévolut est un moyen comme un autre d'obtenir un office religieux ; les dévolutaires sont mal vus : « on les appelle écumeurs de bénéfices parce qu'ils exercent dans l'Église une espèce de piraterie. »

### Sources
- Déclaration… sur le droict de nomination de Sa Majesté à une prébende en chacune église cathédralle et collégialle de son royaume à cause de son advènement à la couronne, sans lieu, sans date (Acte royal du 8 septembre 1608) [se trouve à la Bibliothèque nationale de France, site Tolbiac, sous la cote F- 23610 (636).]
- Déclaration en forme d'édit touchant les bénéfices qui sont en patronage laïque, Paris, F. Léonard, 1679.
- Déclaration sur la validité des permutations des bénéfices, envoyée au Parlement de Guyenne…, sans lieu ni date (Acte royal du 11 mai 1684) [se trouve à la Bibliothèque nationale de France, site Tolbiac, sous la cote F- 21047 (49).]